# تام سایر
تام سایر (به انگلیسی: Tom Sawyer) نام شخصیتی است که مارک توین نویسنده آمریکایی خلق کرده است. او شخصیت اصلی رمان ماجراهای تام سایر (۱۸۷۶) است و در سه رمان دیگر توین هم حضور دارد:
- ماجراهای هاکلبری فین (۱۸۸۴)
- تام سایر در خارج (۱۸۹۴)
- تام سایر کارآگاه (۱۸۹۶)

او همچنین در سه رمان ناتمام مارک توین،  هاک و تام در میان سرخپوستان، توطئه تام سایر و  غریبه مرموز نیز حضور دارد.
نام تام سایراحتمالاً از یکی از آشنایان توین در سانفرانسیسکو، کالیفرنیا گرفته شده است و شخصیت‌پردازی آن ترکیبی از سه پسربچه است که با توین در کودکی هم‌مدرسه‌ای بوده‌اند.
بسیاری از ماجراهایی که برای تام و دوستانش رخ می‌دهد به نحوی با رود می‌سی‌سی‌پی در ارتباط است. از آنجا که مارک توین تجربیات فراوانی در قایقرانی بر روی رود می‌سی‌سی‌پی داشته است، چنین برمی‌آید که این ماجراها دست‌کم تاحدودی برگرفته از تجربیات شخصی او باشند.

## دربارهٔ شخصیت تام سایر
تام سایر آن‌طور که از آثار توین استنباط می‌شود، پسری ۱۵–۱۴ ساله است. او در شهری کوچک در کنارهٔ رود می‌سی‌سی‌پی به دنیا آمده و بزرگ شده است. تام نمایندهٔ دنیای فوق‌العاده و بی‌دغدغهٔ پسرهای نوجوان پیش از جنگ داخلی آمریکا است. او مانند بسیاری از پسرهای آن زمان، بیشتر اوقات دوست دارد پابرهنه راه برود. بهترین دوستانش جو هارپر و هاکلبری فین هستند. در رمان ماجراهای تام سایر، او به یکی از همکلاسی‌هایش به نام ربه‌کا (بکی) تاچر دل می‌بندد.
او با برادر ناتنی‌اش، سید، دخترخاله‌اش، مری و خاله پولی در شهر خیالی سن‌پترزبورگ در ایالت میسوری زندگی می‌کند. تام خالهٔ دیگری هم به نام سالی دارد که در شهر پایکزویل، پایین رود می‌سی‌سی‌پی زندگی می‌کند. مادر او (خواهر خاله پولی) از دنیا رفته است.
در رمان ماجراهای هاکلبری فین، تام یک شخصیت فرعی است و تنها در اواخر داستان سر و کله‌اش پیدا می‌شود. او که پسری نابالغ، خیال‌پرداز و شیفتهٔ داستان‌های ماجراجویانه است، نقشهٔ از قبل طراحی شدهٔ هاک برای آزاد کردن جیم (بردهٔ فراری) را به خطر می‌اندازد و در پایان معلوم می‌شود نیازی به فراری دادن جیم نبوده چون صاحب جیم به تازگی درگذشته و در وصیت‌نامه‌اش جیم را آزاد کرده است.
درونمایهٔ رمان ماجراهای هاکلبری فین تحول فکری و عاطفی هاک است و در پایان داستان، مارک توین با آوردن شخصییتی از گذشته (تام) می‌تواند این تحول را بهتر نشان دهد.